# 地域グループ (国際連合)
国際連合の地域グループ（ちいきグループ、United Nations Regional Groups）は、国連加盟国の地政学的な地域グループである。
元々、国連加盟国は非公式に5つの地政学的地域グループに分類されていた。総会や理事会のポスト配分を共有する非公式な手段として始まったものだったが、現在でははるかに拡大した役割を担っている。多くの国連機関は、各地域グループに議席を割り当てている。事務総長や総会議長などのトップリーダー職は、地域グループ間で持ち回りで就任している。地域グループはまた、実質的な政策を調整し、交渉や組織票のための共通の窓口となっている。

アフリカグループ
アジア太平洋グループ
東ヨーロッパグループ (EEG)
ラテンアメリカ・カリブ海グループ (GRULAC)
西ヨーロッパ・その他グループ (WEOG)
グループに加盟していない国連加盟国
オブザーバー国家
紛争中の領域

## 概要
地域グループの主な機能は、国際的に利害関係のある加盟国が国連において連絡を取り合い、議論し、投票やその他の活動を調整することもあるが、最も重要な役割は、国連機関の議席や長の地位の配分をすることである。安保理の非常任理事国の議席は、一定の計算式に従って地域グループ間で配分される。経社理や人権理事会などの他の機関でも、地域グループごとに議席が設定されている。国連総会議長は、5年周期でグループ間で持ち回りとなる。
| 地域グループ   | 加盟 国数 | 割合  | 人口 （概数） | 割合   | 安保理 常任理事国 | 安保理 非常任理事国 | 経社理 の議席 | 人権理事会 の議席 | 総会議長 になる年 |
| -------------- | --------- | ----- | ------------- | ------ | ----------------- | ------------------- | ------------- | ----------------- | ----------------- |
| アフリカ       | 54        | 28%   | 11.4億        | 15.8%  | 0                 | 3                   | 14            | 13                | 4, 9              |
| アジア太平洋   | 53        | 27.5% | 42.4億        | 58.5%  | 1                 | 2                   | 11            | 13                | 1, 6              |
| EEG            | 23        | 12%   | 3.4億         | 4.69%  | 1                 | 1                   | 6             | 6                 | 2, 7              |
| GRULAC         | 33        | 17%   | 6.21億        | 8.57%  | 0                 | 2                   | 10            | 8                 | 3, 8              |
| WEOG           | 28+1      | 15%   | 9.04億        | 12.49% | 3                 | 2                   | 13            | 7                 | 0, 5              |
| 非加盟         | 1         | 0.5%  | 12万4千       | 0.00%  | –                 | –                   | –             | –                 | –                 |
| 国連加盟国合計 | 193       | 100   | 72.4億        | 100%   | 5                 | 10                  | 54            | 47                | 毎年              |

### 議席配分
| 安全保障理事会 | 総会 | 経済社会理事会 | 人権理事会 |
| --- | ---- | -------------- | ---------- |
| |      |                |            |
| アフリカグループ アジア太平洋グループ 東ヨーロッパグループ (EEG) ラテンアメリカ・カリブ海グループ (GRULAC) 西ヨーロッパ・その他グループ (WEOG) どの地域グループにも加盟していない国連加盟国 |      |                |            |

## 各地域グループ

### アフリカグループ
アフリカグループは54の加盟国（国連加盟国の28%）で構成されており、加盟国数では最大の地域グループである。加盟国は全てアフリカ大陸の中に所在し、名前の由来となった大陸と加盟国の所在する範囲が一致するのは、アフリカグループのみである。
アフリカグループは、安保理に3つの議席を保有しているが、全て非常任理事国である。また、経社理に14議席、人権理事会に13議席を保有している。西暦の下一桁が4か9である年にアフリカグループから総会議長が選出される。
アフリカグループの加盟国は以下の通りである。
- アルジェリア
- アンゴラ
- ベナン
- ボツワナ
- ブルキナファソ
- ブルンジ
- カーボベルデ
- カメルーン
- 中央アフリカ共和国
- チャド
- コモロ
- コンゴ共和国
- コートジボワール
- コンゴ民主共和国
- ジブチ
- エジプト
- 赤道ギニア
- エリトリア
- エチオピア
- エスワティニ
- ガボン
- ガンビア共和国
- ガーナ
- ギニア
- ギニアビサウ
- ケニア
- レソト
- リベリア
- リビア
- マダガスカル
- マラウイ
- マリ
- モーリタニア
- モーリシャス
- モロッコ
- モザンビーク
- ナミビア
- ニジェール
- ナイジェリア
- ルワンダ
- サントメ・プリンシペ
- セネガル
- セーシェル
- シエラレオネ
- ソマリア
- 南アフリカ
- 南スーダン
- スーダン
- トーゴ
- チュニジア
- ウガンダ
- タンザニア連合共和国
- ザンビア
- ジンバブエ

### アジア太平洋グループ
アジア及び太平洋小島嶼開発途上国グループ（アジア太平洋グループ）は、55か国（国連加盟国の27.5%）で構成され、加盟国数ではアフリカグループに次いで2番目に大きい地域グループである。加盟国は、一部の国を除き、アジア大陸とオセアニアに所在する。かつては「アジアグループ」という名称だった。
一般的な大陸分布でアジアとオセアニアに分類される国のうち、アルメニア、アゼルバイジャン、グルジア、ロシアは東ヨーロッパグループに、オーストラリア、ニュージーランド、イスラエルは西ヨーロッパ・その他グループに加盟している。キプロスは、アジア太平洋グループに加盟している中で唯一の欧州連合(EU)加盟国である。トルコはアジア太平洋グループと西ヨーロッパ・その他グループの両方に加盟し、投票行動は西ヨーロッパ・その他グループとともにする。
アジア太平洋グループは、安保理に3つの議席を保有しており、そのうち1つ（中華人民共和国）が常任理事国である。また、経社理に11議席、人権理事会に13議席を保有している。西暦の下一桁が1か6である年にアジア太平洋グループから総会議長が選出される。
アジア太平洋グループの加盟国は以下の通りである。
- アフガニスタン
- バーレーン
- バングラデシュ
- ブータン
- ブルネイ・ダルサラーム
- カンボジア
- 中華人民共和国
- キプロス
- 朝鮮民主主義人民共和国
- フィジー
- インド
- インドネシア
- イラン・イスラム共和国
- イラク
- 日本
- ヨルダン
- カザフスタン
- キリバス
- クウェート
- キルギス
- ラオス人民民主共和国
- レバノン
- マレーシア
- モルディブ
- マーシャル諸島
- ミクロネシア連邦
- モンゴル
- ミャンマー
- ナウル
- ネパール
- オマーン
- パキスタン
- パラオ
- パレスチナ国
- パプアニューギニア
- フィリピン
- カタール
- 大韓民国
- サモア
- サウジアラビア
- シンガポール
- ソロモン諸島
- スリランカ
- シリア・アラブ共和国
- タジキスタン
- タイ
- 東ティモール
- トンガ
- トルコ
- トルクメニスタン
- ツバル
- アラブ首長国連邦
- ウズベキスタン
- バヌアツ
- ベトナム
- イエメン

### 東ヨーロッパグループ
東ヨーロッパグループ(EEG)は23の加盟国（国連加盟国の12%）で構成されており、最も加盟国が少ない地域グループである。加盟国は東ヨーロッパ、中央ヨーロッパ、南ヨーロッパに所在する。
東ヨーロッパグループは、安保理に2つの議席を保有しており、そのうち1つ（ロシア連邦）が常任理事国である。また、経社理に6議席、人権理事会に6議席を保有している。西暦の下一桁が2か7である年に東ヨーロッパグループから総会議長が選出される。
東ヨーロッパグループの加盟国は以下の通りである。
- アルバニア
- アルメニア
- アゼルバイジャン
- ベラルーシ
- ボスニア・ヘルツェゴビナ
- ブルガリア
- クロアチア
- チェコ
- エストニア
- ジョージア
- ハンガリー
- ラトビア
- リトアニア
- モルドバ
- モンテネグロ
- 北マケドニア共和国
- ポーランド
- ルーマニア
- ロシア
- セルビア
- スロバキア
- スロベニア
- ウクライナ

### ラテンアメリカ・カリブ海グループ
ラテンアメリカ・カリブ海グループ(GRULAC)は、33の加盟国（全国連加盟国の17%）で構成されている。加盟国は、南アフリカ、中央アメリカ、カリブ海の島嶼国の各国と、北アメリカのメキシコである。
ラテンアメリカ・カリブ海グループは、安保理に2つの議席を保有しているが、全て非常任理事国である。また、経社理に10議席、人権理事会に8議席を保有している。西暦の下一桁が3か8である年にラテンアメリカ・カリブ海グループから総会議長が選出される。
ラテンアメリカ・カリブ海グループの加盟国は以下の通りである。
- アンティグア・バーブーダ
- アルゼンチン
- バハマ
- バルバドス
- ベリーズ
- ボリビア
- ブラジル
- チリ
- コロンビア
- コスタリカ
- キューバ
- ドミニカ国
- ドミニカ共和国
- エクアドル
- エルサルバドル
- グレナダ
- グアテマラ
- ガイアナ
- ハイチ
- ホンジュラス
- ジャマイカ
- メキシコ
- ニカラグア
- パナマ
- パラグアイ
- ペルー
- セントクリストファー・ネイビス
- セントルシア
- セントビンセント・グレナディーン
- スリナム
- トリニダード・トバゴ
- ウルグアイ
- ベネズエラ

### 西ヨーロッパ・その他グループ
西ヨーロッパ・その他グループ(WEOG)は、28か国（国連加盟国の15%）で構成されている。加盟国は全大陸に分散しているが、その大部分は西ヨーロッパと北アメリカに所在する。また、正式にはどのグループにも加盟していないアメリカ合衆国がオブザーバーとして参加している。
（アメリカ合衆国を含めて、）西ヨーロッパ・その他グループは、安保理に5つの議席を保有しており、そのうち3つ（イギリス、フランス、アメリカ）が常任理事国である。また、経社理に13議席、人権理事会に7議席を保有している。西暦の下一桁が0か5である年に西ヨーロッパ・その他グループから総会議長が選出される。
西ヨーロッパ・その他グループの加盟国は以下の通りである。
- アンドラ
- オーストラリア
- オーストリア
- ベルギー
- カナダ
- デンマーク
- フィンランド
- フランス
- ドイツ
- ギリシャ
- アイスランド
- アイルランド
- イスラエル
- イタリア
- リヒテンシュタイン
- ルクセンブルク
- マルタ
- モナコ
- オランダ
- ニュージーランド
- ノルウェー
- ポルトガル
- サンマリノ
- スペイン
- スウェーデン
- スイス
- トルコ
- イギリス

#### オブザーバー
西ヨーロッパ・その他グループには、以下の国がオブザーバーの資格で参加している。
- バチカン
- アメリカ

### 特殊な例

#### キプロス
EU加盟国であるキプロスは、WEOGにもEEGにも加盟していない。地理的な位置とロシアとの密接な関係から、キプロスは欧州の2つのグループの間で中立を保つことを決定し、アジア太平洋グループの一員となっている。

#### バチカン
バチカンはWEOGにオブザーバーの資格で参加している。

#### イスラエル
イスラエルは地理的にはアジアに位置するが、2000年にWEOGの暫定メンバーとなり、2014年に正規メンバーとなった。

#### キリバス
2010年現在、（地理的にはオセアニアに位置する）キリバスは、どの地域グループにも加盟していない。2017年までは、国連に加盟しているにもかかわらず、一度も常駐代表（国連大使）を派遣していなかった。

#### パレスチナ
パレスチナ国は、パレスチナ解放機構(PLO)だった1986年4月2日からアジア太平洋グループにオブザーバーとして参加している。

#### トルコ
トルコはWEOGとアジア太平洋グループの両方に参加しているが、投票においてはWEOGの一員とみなされている。

#### アメリカ合衆国
アメリカ合衆国は自主的にどのグループにも属さないことを選択し、WEOGの会合にのみオブザーバーの資格で出席している。国連総会で選挙の候補者を立てる際にはWEOGのメンバーとみなされる。

## 歴史

### 国際連盟
国連における議席を地域に対して割り当てる前例は、国際連合の前身である国際連盟において設定された。国際連盟の制度では、理事会の非常任理事国の議席配分のための名簿を作成するために指名委員会が設置されていた。
理事会の議席数は常に変化していたため、これは困難な作業だった。しかし、1926年から1933年までの間は、理事会の非常任議席が以下のような非公式な配分パターンに基づいて割り当てられていた。
- ラテンアメリカ諸国 : 3
- スカンジナビア諸国 : 1
- 小協商諸国: 1
- 英連邦諸国: 1
- 極東諸国: 1
- スペイン・ポーランド: それぞれ1

### 国際連合
国際連合憲章の草案作成において、新組織の議席の地理的配分は優先課題の1つとなっていた。アメリカ合衆国の勧告に基づき、第1回国連総会は以下の加盟国で構成された。
- 5か国の常任理事国
- ラテンアメリカ諸国: 3
- 英連邦諸国: 2
- 東ヨーロッパ諸国: 2
- 西ヨーロッパ諸国: 1
- 中東諸国: 1

この配分は、国連機関の議席配分に地域グループを用いるという前例を生んだものである。例えば、安全保障理事会の第1回選挙では、以下のような方式で議席を配分した。
- 5か国の常任理事国: それぞれ1
- ラテンアメリカ諸国: 2
- 英連邦諸国: 1
- 東ヨーロッパ諸国: 1
- 西ヨーロッパ諸国: 1
- 中東諸国: 1

経済社会理事会の第1回選挙でも同様に地域ごとに議席を割り当てたが、議席数の割合が異なり、また、中東諸国ではなく近東諸国としていた。
- 5か国の常任理事国: それぞれ1
- ラテンアメリカ諸国: 4
- 英連邦諸国: 2
- 東ヨーロッパ諸国: 3
- 西ヨーロッパ諸国: 2
- 近東諸国: 2

ただし、これらの取り決めは公式のものではなく、国連機関の議席配分について米ソが合意した紳士協定に基づくものだった。

### 改革
脱植民地化の波の後、アフリカ・アジア・太平洋諸国からの国連への加盟が相次いだ。1955年のバンドン会議以降、植民地から独立したこれらの国々の間で連帯感が高まり、国連に対しこれらの国々の代表を増やすよう圧力がかけられるようになった。この圧力を受けて、1957年12月12日の決議1192(XII)が採択された。この決議により、アジア・アフリカ諸国に4つの議席を与えるという、一般委員会の議席配分の正式なパターンが確立された。
これに続いて、1963年12月17日には、決議1990(XVIII)と決議1991(XVIII)が採択された。これらの決議は、一般委員会の議席配分をさらに概説しただけでなく、経社理の議席を地理的にどのように配分するかについても概説していた。決議では、世界を以下のような地域に分けることと規定している。
- アフリカ・アジア諸国
- ラテンアメリカ諸国
- 東ヨーロッパ諸国
- 西ヨーロッパとその他の諸国

1971年12月20日の決議2847(XXVI)で、経社理の議席の配分を正式に定めた。またこの決議では、1つのグループとしていたアフリカ・アジア諸国地域を、アジアとアフリカの2つのグループに分割した。
最終的に、1978年12月19日の総会で決議33/138が採択された。この決議は、総会の議長職と副議長職、および7つの主要委員会の議長職を地理的に公平に配分することを求めた。

### 現在
2011年、国連における太平洋島嶼国が果たす役割の増大を認識し、アジアグループがアジア及び太平洋小島嶼発展途上国グループ（アジア太平洋グループ）に改称された。
2019年現在で、国連加盟国の中でいずれの地域グループにも加盟していないのは、キリバスのみである。

## 改善の提案
地域グループの加盟国数がグループによって大きく異なることから、地域ごとの代表を平等に選出することが困難となってきている。
さらに、グループ内での政治的な変化により、グループの中には改革を必要とするものもある。東ヨーロッパグループの多くの加盟国が北大西洋条約機構(NATO)や欧州連合(EU)に加盟し、徐々に西ヨーロッパ・その他のグループと足並みを揃えるようになってきた。また、西ヨーロッパ・その他グループの一部の加盟国は、グループ内のEU加盟国間の連携が強化されたことにより、その権限を剥奪されたと感じている。
1995年、オーストラリア政府は、地域グループを以下の7つのグループに再編することを提案した。
- 西ヨーロッパ: 24か国
- 中央・東ヨーロッパ: 22か国
- 中東・マグリブ: 19か国
- アフリカ: 43か国
- 中央アジア・インド洋: 17か国
- 東アジア・オセアニア: 25か国
- 南北アメリカ: 35か国

この提案は、独自の地域を求めてきた南太平洋諸国の要求を満たし、構成国の性格が均質な中東のグループを作ることになる。
1997年、カナダの研究では、地域グループを以下の9つのグループに再編することが提案された。
- ユーラシア: 21か国
- アジア・太平洋: 25か国
- 地中海・湾岸地域: 19か国
- 北欧: 20か国
- 南欧: 19か国
- 北部アフリカ: 23か国
- 南部アフリカ: 23か国
- 南北アメリカ: 19か国
- カリブ海諸国: 16か国

この提案は、各地域の地方政治も考慮しながら、同じような規模のグループを作ることになる。
2000年、ナウル政府は一般討論演説の中で、オセアニアのための新しい地域グループの設立を呼びかけた。この新しいグループが実現すると、現在、中東、中央アジア、東アジアと一緒にグループ化されている太平洋の島嶼国に、より多くの代表権を与えることになる。この提案されたブロックには、ナウルのほか、オーストラリアとニュージーランド（現行ではWEOGに参加）、日本、韓国、ASEAN諸国、およびオセアニアの残りの国々が含まれる可能性がある。